# Personaggi di Detective Monk
Questa voce contiene un elenco dei personaggi presenti nella serie televisiva Detective Monk.

## Personaggi principali

### Adrian Monk
Adrian Monk (stagioni 1-8, film TV), interpretato da Tony Shalhoub, doppiato da Eugenio Marinelli.
Protagonista della serie, è un brillante ex detective della polizia che, vittima di un trauma dopo la morte per omicidio della moglie, diviene affetto da numerose fobie.

### Sharona Fleming

Sharona Fleming, interpretata da Bitty Schram

Sharona Fleming (stagioni 1-3, guest 8, scena di repertorio nel film TV), interpretata da Bitty Schram, doppiata da Claudia Razzi nella serie TV.
Sharona è un'infermiera diplomata del New Jersey, divorziata e con un figlio di nome Benji.
L'infanzia di Sharona è accennata soltanto in un episodio: suo padre Douglas era proprietario di un deposito di fissaggi ed è morto quando lei era bambina, dopo aver avuto gravi problemi nervosi. La sua vedova Cheryl ha cresciuto da sola Sharona e sua sorella minore Gail, che appare in due episodi della serie.
Monk è da anni in uno stato catatonico quando Sharona inizia a prendersi cura di lui e, grazie alla sua assistenza, egli può riprendere il suo lavoro di detective, tant'è che egli stesso ammette: "Mi ha trovato quando stavo annegando e mi ha salvato la vita". La serie prende il via quando Monk inizia nuovamente a lavorare, ma non viene spiegato né come Sharona abbia ottenuto il posto da assistente (benché si sappia che è stato il capitano Leland Stottlemeyer ad assumerla come infermiera) né come sia stato il loro approccio iniziale.
Quando Monk riprende la sua attività di detective, iniziando a collaborare con la polizia, Sharona lo assiste anche nelle indagini, a volte facendo ricerche indipendenti e a volte persino usando il suo sex-appeal per ottenere informazioni, oltre a occuparsi di svolgere tutto ciò che le sindromi e le fobie impediscono a Monk. Ma anche Sharona ha una piccola irrazionale paura: nell'episodio Il signor Monk va al circo rivela la sua fobia per gli elefanti (paura che risale alla sua infanzia, quando vide una ragazza cadere da un elefante).
Sharona ha rinunciato almeno due volte al suo lavoro come assistente di Monk, negli episodi Il signor Monk torna al lavoro (prima parte) e Il signor Monk e il rapinatore miliardario, in quest'ultimo caso per una disputa sul suo stipendio (come capiterà a Natalie nell'episodio Il signor Monk e il cobra); Sharona ottiene temporaneamente un lavoro in un negozio di lampade.
Sharona spesso tratta Adrian come farebbe con chiunque altro, probabilmente nella speranza di aiutarlo a superare le sue molte fobie, cosa che invece Natalie, sua sostituta, non fa.
Bitty Schram ha lasciato lo show a metà della terza stagione a causa di una disputa contrattuale: nella serie si dice che il suo personaggio è tornato in New Jersey per sposarsi con l'ex marito Trevor Howe. L'abbandono dell'attrice creò malumore tra i fan poiché quasi tutti ritengono Sharona parte integrante del serial, oltre al fatto che la sua uscita di scena fu del tutto contraria al carattere del personaggio. Nel romanzo Mr. Monk and the Two Assistants si cerca di suggerire una motivazione plausibile alla sua improvvisa uscita di scena.
Bitty Schram e il suo personaggio tornano nel decimo episodio dell'ottava stagione, in cui si scopre che Sharona si è nuovamente – e questa volta definitivamente – separata dall'ex marito. Si scopre anche che, ai suoi tempi, Sharona guadagnava come assistente di Monk 20 dollari in più a settimana rispetto a Natalie, il che provoca le rimostranze di quest'ultima. Tra le due assistenti si sviluppa inizialmente un'accesa rivalità, ma poi si riappacificano in virtù del loro comune affetto per Monk. Alla fine dell'episodio, inoltre, Sharona bacia Randy, che aveva sempre avuto una cotta per lei. Questo episodio è il decimo dell'ottava stagione intitolato: Il signor Monk e Sharona. Alla fine della serie, il tenente Disher si trasferisce in New Jersey per fare il capo della Polizia del piccolo paesino in cui abita Sharona con cui va a vivere insieme.

### Leland Stottlemeyer
Leland Stottlemeyer (stagioni 1-8, film TV), interpretato da Ted Levine, doppiato da Ennio Coltorti nella serie TV e Dario Oppido nel film.
Capitano di uno dei reparti di polizia di San Francisco e da molti anni (e con molta pazienza) amico di Adrian Monk, fin da quando lavoravano assieme.
Negli episodi iniziali della serie, si nota una certa tensione fra i due: Stottlemeyer ha in qualche modo un atteggiamento antagonistico verso Monk e subisce come una forzatura il fatto che più volte i suoi superiori (il commissario capo, o addirittura il sindaco) lo obblighino a richiedere l'assistenza di Monk nelle indagini; nell'atteggiamento ostile di Stottlemayer, oltre all'esasperazione per le numerose manie di Monk, c'è sicuramente una buona dose di gelosia, poiché Stottlemeyer è conscio di non essere, come detective, all'altezza di Monk. È inoltre estremamente scettico sulle capacità di Monk di svolgere il lavoro di poliziotto, ritenendo che i suoi problemi psicologici siano un grave handicap nella vita altamente stressante di un membro del dipartimento di polizia: nell'episodio Il signor Monk e la ruota panoramica è costretto a denunciare sul modulo di valutazione tutti i suoi dubbi circa la possibilità di permettere nuovamente a Monk di fare parte del Dipartimento di polizia.
Malgrado ciò, tuttavia, Stottlemeyer ha moltissima compassione e rispetto per Monk e non può negare la sua abilità: una volta convinto della validità delle teorie di Adrian, Stottlemeyer si dimostra sempre un alleato insostituibile nel catturare il colpevole. Una svolta nei loro rapporti sopravviene nell'episodio della seconda stagione Il signor Monk e la moglie del capitano, quando sua moglie Karen Stottlemeyer rimane seriamente ferita e viene ricoverata in ospedale in stato di coma: benché successivamente si riprenda, Stottlemeyer percepisce il tipo di dolore con cui Monk convive da anni e diventa molto più comprensivo e rispettoso nei suoi confronti, anche se ancora perde facilmente la pazienza davanti alle sue idiosincrasie più estreme.
Un altro esempio della lealtà e amicizia di Stottlemeyer verso Monk è in Il signor Monk conquista Manhattan, dove il capitano aiuta Adrian nell'indagine sull'omicidio di Trudy: va con lui a New York per seguire un indizio e con severità si scontra con un capitano della polizia locale per l'occultamento di un'informazione che era essenziale a risolvere l'omicidio della moglie del suo "amico", facendo capire come quella fosse l'unica cosa di cui si stava preoccupando, invece che di possibili sanzioni disciplinari per l'atteggiamento tenuto.
Nell'episodio Il signor Monk e il matrimonio del capitano Stottlemeyer crede che sua moglie abbia una relazione extraconiugale: in realtà ella sta consultando un avvocato divorzista per avviare la causa di separazione e, alla fine dell'episodio, Stottlemeyer fa le valigie e lascia definitivamente la propria abitazione.
Ha due figli, Jared e Max. Una donna, Linda Fusco, si innamora di lui in Il signor Monk investigatore privato e compare in seguito in Il signor Monk e la fan ossessiva e Il signor Monk e la ragazza del capitano, dove viene arrestata da Stottlemeyer per omicidio. Si scopre alla fine dell'episodio che stava andando a chiederle di sposarlo durante il loro viaggio alle Hawaii (che avrebbero lasciato per quella notte): lui getta l'anello nell'oceano dicendo del diamante che era "nient'altro che una conchiglia ". Nella stagione finale della serie inizia una relazione con una donna chiamata T.K. .

### Randy Disher
Randall "Randy" Disher (stagioni 1-8, film TV), interpretato da Jason Gray-Stanford, doppiato da Niseem Onorato.
Disher, tenente della polizia di San Francisco, è per la non eccessiva gioia del capitano Leland Stottlemeyer il suo braccio destro. Per l'esattezza è l'ingenuo, leale, eccessivamente ambizioso ma non necessariamente intelligente assistente di Stottlemeyer. Le sue teorie ed osservazioni che partono da molto lontano sui casi a cui lavora con Monk sono una gag ricorrente nella serie ma nonostante queste sue teorie veramente ridicole, che spesso sfidano tutte le leggi della fisica, Disher sembra comunque piuttosto competente all'interno del suo mestiere. Si mostra infatti una persona affidabile, coraggiosa e capace di dare serie valutazioni nei casi che affronta. Un'altra gag ricorrente è il maldestro modo cerimonioso in cui porta le notizie a Stottlemeyer, chiedendogli di indovinare cosa abbia scoperto oppure di sedersi per affrontare la notizia. Conserva ancora alcuni aspetti della mentalità di un bambino: nella 10ª puntata della sesta serie "Il Signor Monk contro Babbo Natale", viene a conoscenza del fatto che Babbo Natale non esiste, rimanendone di sasso.
In un'occasione (Il signor Monk va in campeggio) confidandosi con Monk, ammette che pur essendo consapevole che le persone lo reputano uno sciocco, sceglie di non badare molto alla cosa, ritenendo che la capacità di una persona di essere felice dipenda solo dal suo desiderio di esserlo.
Disher è nato a San Diego, si è laureato alla Temple University ed ha vissuto a Filadelfia per qualche tempo, dove era sergente nella polizia di quella città.
Come Stottlemeyer, Disher era solito essere prudente riguardo alle capacità di Monk ma con la serie è progredito arrivando ad ammirarlo e rispettarlo.
Nel finale di serie lascia il dipartimento di polizia di San Francisco per trasferirsi da Sharona ed iniziare una carriera da capo della polizia a Summit, nel New Jersey.
Alla High School faceva parte di una rock band, il "Randy Disher Project", che ha resuscitato con i vecchi compagni nell'episodio Il signor Monk va dal dentista: la band produce un video intitolato "Don't Need a Badge" (che viene trasmesso nell'episodio Il signor Monk e l'uomo più morto che mai) e Randy lascia la polizia. La band si scioglie e Disher torna poco tempo dopo al suo vecchio lavoro.
Nell'episodio pilota, il tenente Disher (il cui carattere appariva molto più serio) ha per nome Deacon. È allergico ai gatti e di solito guida una Ford Crown Victoria.

### Natalie Teeger
Natalie Teeger, nome completo Natalie Jane Davenport Teeger (stagioni 3-8, film TV), interpretata da Traylor Howard, doppiata da Laura Boccanera.
Natalie è diventata assistente di Adrian Monk dopo l'uscita di scena della precedente infermiera Sharona.
Natalie ha una figlia di tredici anni, Julie Teeger ed è vedova di Mitch, pilota della Marina Militare, ucciso in Kosovo nel 1998: Julie crede che suo padre sia deceduto in maniera eroica, ma in effetti i particolari della morte sono molto oscuri. Natalie ogni anno sostituisce il pesciolino di Julie, il "signor Henry" (appartenente ad un tipo di pesci che vivono soltanto un anno circa) in modo che alla figlia possa rimanere l'unica cosa che le è stata lasciata da suo padre. Proprio grazie al pesciolino, Natalie ha accettato l'offerta di lavoro di Adrian come sua assistente quando, durante un'indagine, Adrian ha dato più importanza al pesce di Julie che alla prova rubata, riuscendo a restituire il pesce a Julie.
Natalie inoltre ha lavorato al bancone di blackjack a Las Vegas per due anni quando suo marito era ancora vivo (diventando dipendente dal gioco d'azzardo, cosa che in seguito ha superato), in un ufficio per due settimane prima di licenziarsi, incapace di affrontare ogni giorno la solita routine e, l'estate dopo aver completato la High School, è stata commessa in un centro commerciale, dove però piaceva "una punta di troppo" al suo superiore.
Durante gli anni di scuola è stata ospite in Grecia per uno scambio tra studenti: mentre era là, ha provato il nudismo e le esperienze naturiste. È stata in una prigione del Vermont per aver gettato un uomo da una finestra per proteggere un amico, e in un'altra occasione ha ucciso uno scassinatore con le forbici di sua figlia, motivo per il quale ha incontrato Monk e ha lasciato il suo lavoro in un bar. Ha guidato dapprima una Jeep Grand Cherokee argentata, poi una Buick Lucerne (la Buick è uno degli sponsor della serie) e infine una Ford Escape (probabilmente anche questa per motivi di sponsor).
Natalie proviene da una famiglia estremamente facoltosa che possiede "la manifattura per pasta da dentifricio più grande nel mondo", la pasta Davenport. La sua decisione di sposare un uomo "comune" le ha allontanato i suoi genitori, Bobby e Peggy Davenport. Natalie ha un fratello, Jonathan, che - nell'episodio Il signor Monk va ad un matrimonio - sposa la giovane e bella Theresa, la quale, in realtà, intende ucciderlo per ereditare il suo patrimonio: con l'aiuto di Monk, Natalie riesce a smascherare Theresa prima che possa portare a compimento il suo piano. L'episodio sembra portare a una riconciliazione di Natalie con la sua famiglia, tant'è che in seguito lei ed Adrian sono invitati ad un brunch amichevole dai suoi genitori. Natalie è una persona positiva, fiduciosa e amichevole, e ha un ottimo rapporto sia con Monk, suo datore di lavoro e amico, sia con i suoi ex colleghi poliziotti. Rispetto a Sharona, Natalie è più paziente e tollerante nei confronti delle fobie di Adrian, forse perché anche lei è vedova come lui.

## Personaggi secondari

### Charles Kroger
Charles Kroger (stagioni 1-6), interpretato da Stanley Kamel, doppiato da Gino La Monica.
È lo psichiatra che ha in cura Monk da svariati anni. Forse il più tollerante tra gli amici e conoscenti di Adrian Monk (ed apparentemente l'unico che comprende l'incapacità di Monk di superare le proprie ossessioni), Kroger è uno psichiatra e rappresenta per Adrian il più solido appiglio a cui aggrapparsi: Kroger segue una terapia basata esclusivamente sul colloquio (anche perché Monk non si fida delle medicine) e non prescrive i farmaci usati comunemente dagli psichiatri per trattare molti casi gravi di sindrome ossessiva compulsiva. Infatti, quando assume i farmaci, come in Il sig. Monk prende la medicina, Monk cambia completamente carattere e perde la sua capacità di risolvere i crimini. Grazie alla terapia seguita con Kroger, Monk tenta di riottenere il reintegro come detective, riuscendo a parlare dei propri problemi personali: le sedute di psicoterapia con Kroger contribuiscono a migliorare il carattere di Monk e a permettergli dei progressi. Spesso il medico (seppur senza volerlo) ha aiutato Adrian a risolvere parecchi casi.
Kroger ha un altro paziente, Harold Krenshaw, che ha problemi simili a quelli di Monk e con il quale spesso quest'ultimo si scontra. Pur essendo molto disponibile, di tanto in tanto persino Kroger perde la pazienza; ad esempio in Il signor Monk e l'indiziato in coma, quando il medico, di ritorno dalle vacanze, vede Monk in piedi davanti a casa sua che lo sta aspettando ansiosamente: Kroger dà semplicemente ordine al tassista di continuare a guidare e tiene la testa bassa per evitare di essere riconosciuto. In un'altra occasione (Il signor Monk e la montagna di rifiuti), quando in città si verifica lo sciopero degli addetti alla nettezza urbana, Monk spedisce la propria immondizia all'indirizzo del dott. Kroger e, interrogato a questo proposito, nega fino a quando Kroger gli fa rilevare che la spazzatura era imbustata, ordinata per colore, impacchettata e con la sua calligrafia sull'indirizzo di destinazione.
Nell'episodio Il signor Monk e l'elezione, si apprende che Kroger è sposato, ha figli ed è ebreo, mentre nell'episodio della quinta stagione Il signor Monk e il nuovo psicologo, quando Adrian esprime il desiderio di sottoporsi a un'intera settimana di sessioni continuate di terapia, Charles gli risponde che non gradisce lavorare nei fine settimana, poiché desidera passare del tempo con la moglie e il figlio Troy. Nello stesso episodio (dopo aver temporaneamente rinunciato al suo incarico perché la sua domestica è stata assassinata), parla di Troy, un adolescente dark che non crede di essere suo figlio, tant'è che Kroger viene costretto a sottoporsi per ben tre volte al test sulla paternità, per accontentare le richieste del figlio. Troy si rivolge ai suoi genitori chiamandoli per nome e conosce il tenente Randall Disher, probabilmente perché lo aveva arrestato in precedenza; Randy gli chiede se è uscito dai guai, e Troy gli dice di no. Compare in seguito nella sesta stagione e sembra avere un rapporto migliore con il padre.
Quando Kroger muore (ciò non viene direttamente mostrato ed è la conseguenza nella finzione della reale morte di Kamel), il nuovo psichiatra di Monk diventa il dott. Neven Bell, interpretato dall'attore Héctor Elizondo.

### Jack Monk
Jack Monk, interpretato da Dan Hedaya, doppiato da Renzo Stacchi.
Jack è nato presumibilmente nel 1938 ed è il padre di Adrian e Ambrose Monk. Ha abbandonato i propri figli quando questi erano adolescenti. Compare unicamente nell'episodio Il signor Monk incontra suo padre (Mr. Monk Meets His Dad).
Dai pochi cenni contenuti su di lui nella serie, sembra che Jack tollerasse a fatica le stranezze dei due figli e il carattere ossessivo della moglie. Quando Adrian aveva sei anni, ad esempio, Jack per Natale gli regalò un solo walkie-talkie, "perché tanto non aveva amici con cui parlare".
Quando i due figli erano ancora adolescenti, Jack, uscito per andare a prendere un'ordinazione di cibo cinese, non fece più ritorno a casa. All'interno di uno dei biscottini della fortuna venduti dal ristorante cinese aveva infatti letto un invito a prendere in mano il suo destino, e ciò lo aveva spinto ad abbandonare la famiglia.
All'epoca Adrian aveva soltanto otto anni e questo abbandono (unitamente alle ossessioni della madre) è stato determinante per consolidare i disagi psicologici del protagonista e del fratello Ambrose. Entrambi i fratelli, infatti, si ritengono i principali responsabili della fuga del padre, sfinito dalle loro fissazioni. È però più probabile che sia stato soprattutto il carattere maniacale della moglie a far fuggire Jack.
Dopo essersene andato, Jack non si è più fatto vivo per quasi 40 anni e, durante questo periodo, ha avuto un altro figlio, Jack Jr., che vanta davanti ai colleghi come un geniale medico. In seguito, però, si scopre che Jack Jr. è solo un perdente, ossia uno scansafatiche disoccupato che vive nel suo seminterrato e fuma marijuana, e che se Jack ha qualche motivo di orgoglio, lo deve più che altro ai due figli che ha abbandonato in tenera età.
Jack fa una prima apparizione nel serial, non visto, alla porta di Ambrose per lasciargli una lettera in cui si congratula con lui, perché il figlio è finalmente riuscito ad uscire di casa dopo anni di isolamento.
In un episodio successivo Jack appare in prima persona. Si scopre così che sta lavorando per un'azienda texana di trasporti ed è stato arrestato a San Francisco per essere passato con il rosso e per aver spintonato l'ufficiale di polizia che lo aveva fermato. Adrian si reca con riluttanza al commissariato per farlo rilasciare e, dopo iniziali recriminazioni reciproche, i due si riconciliano grazie ad un viaggio che compiono insieme. Al termine dell'episodio, anzi, Jack insegna all'ormai adulto Adrian ad andare in bicicletta, cosa che non aveva fatto quando il figlio era piccolo.

### Ambrose Monk

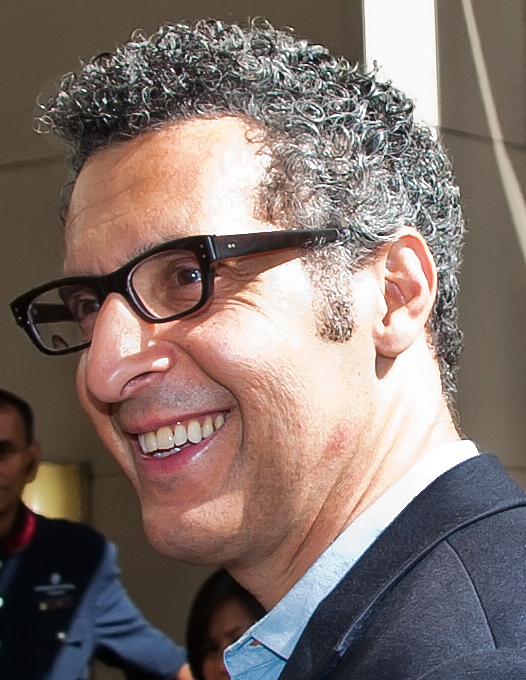
John Turturro interpreta Ambrose Monk

Ambrose Monk, interpretato da John Turturro, doppiato da Mino Caprio.
È il fratello minore agorafobico di Adrian, con cui condivide i disturbi, ma moltiplicati all'eccesso. Compare negli episodi Il signor Monk e le tre torte e Il signor Monk torna a casa. Ambrose non è uscito di casa per vent'anni e vive nella speranza che il padre ritorni in famiglia. A questi gravi handicap accompagna però una sensibilità e un acume forse maggiori di quelli del fratello.  Ambrose è poliglotta, conosce alla perfezione sette lingue e sta studiando l'ottava (il mandarino) ed utilizza questo suo talento per scrivere i manuali di istruzioni per prodotti di consumo e pubblicazioni settoriali. È così bravo nel suo lavoro che è stato premiato ben 25 volte, ma non possiede nessun trofeo perché non è mai andato a ritirarli e non è prevista la spedizione a domicilio. La casa in cui vive recluso da anni è stipata dei suoi lavori, di mucchi di giornali e di armadietti pieni della posta di suo padre, che non vede da anni.
Quando Adrian ed Ambrose erano bambini, loro (o almeno Ambrose) avevano un forte legame con il padre Jack, dovuto forse alle regole rigorose, come il non poter mai entrare nel suo ufficio e la reclusione sociale dei ragazzi, che potrebbero aver causato una specie di dipendenza. Per motivi sconosciuti Jack Monk se ne andò quando erano ancora giovani e da allora Ambrose è ossessionato dall'idea del suo ritorno, tanto da apparecchiare un coperto per lui ogni notte, qualora tornasse; Adrian, diversamente, è dell'idea che il padre non tornerà mai. Tuttavia Jack Monk si fa vivo per lasciare al gradino della porta di Ambrose un foglietto.
Ambrose si incolpa della morte della moglie di Adrian, Trudy, che era fuori casa a comprargli una medicina per la tosse quando è stata assassinata da una bomba nell'automobile: devastato dai sensi di colpa, Ambrose ha interrotto ogni contatto con Adrian per sette anni dopo questo avvenimento.
Nell'episodio Il signor Monk torna a casa, Ambrose mostra un interesse romantico per Natalie Teeger, che però rifiuta di uscire con lui (si fa per dire, visto che Ambrose non può uscire di casa), con la motivazione che è il fratello del suo capo. Nel corso dell'episodio, comunque, Natalie, credendolo in punto di morte, promette ad Ambrose un appuntamento e, elegantemente, glielo conferma anche dopo lo scampato pericolo.
Il rapporto fra Adrian e Ambrose è simile a quello che c'è tra Mycroft e Sherlock Holmes: Ambrose ha una grande ammirazione per i successi di Adrian sia come detective che nella vita (è riuscito ad uscire nel mondo e sposarsi), ma crede che il lavoro di detective sia intellettualmente meno impegnativo del suo, consistente nello scrivere manuali didattici. Come Mycroft Holmes, che per colpa della sua pigrizia è rimasto indietro rispetto al fratello, pur possedendo maggiori abilità innate (sia intellettuali che deduttive), così Ambrose è paralizzato dalle sue fobie che sono ancora più profonde e sviluppate rispetto a quelle di Adrian.

### Trudy Monk
Trudy Anne Monk (nata Ellison), interpretata da Stellina Rusich (stagioni 1-2) e da Melora Hardin (stagioni 3-8 e film TV) in versione adulta, e da Hannah Contrucci (stagione 4) e da Lindy Newton (stagione 5) in versione giovane.
È la moglie di Adrian, famosa giornalista, che è stata uccisa da una bomba in circostanze mai chiarite. La risoluzione del suo caso di omicidio è un tema ricorrente dello show.
Trudy Monk nasce a Los Angeles nel 1962 (Il signor Monk e il quiz), ha studiato alla  Ashton Preparatory School e si è diplomata e ha tenuto il discorso conclusivo alla consegna dei diplomi nel 1977 all'età di 15 anni: non dava molti appuntamenti,  pensando che tanto avrebbe riconosciuto l'uomo giusto una volta incontratolo (Il signor Monk torna a scuola). Si è laureata a Berkeley ed ha conosciuto il suo marito futuro Adrian mentre stava lavorando come detective (Il signor Monk torna a scuola). Ma nell'episodio Il signor Monk e la riunione di classe Adrian racconta a Natalie che, trovandosi in biblioteca, stava lavorando lì dentro come aiutante quando per la prima volta conobbe Trudy: lei gli chiese un libro e restò impressionata quando lui lo ritrovò ricordandoselo (lo aveva visto alcuni giorni prima) da un grande mucchio di libri che erano stati spostati. Monk dice a Natalie che ha ottenuto il numero di telefono di Trudy ricordandosi delle cifre scritte da un ragazzo che si stava annotando il suo numero di telefono. Adrian e Trudy si sono sposati il giorno 8 agosto 1990.
Trudy è stata coinvolta in una causa con il losco finanziere Dale Biederbeck, un grande avversario di Adrian, nel 1993, perché si è riferita a lui come "il Genghis Khan della finanza": Biederbeck non poteva vincere la causa, ma i Monk hanno perso la loro casa per pagare l'avvocato. Adrian inizia così a nutrire un odio intenso per Biederbeck a causa del dolore che ha causato a Trudy, ed è con grande soddisfazione che riesce a dimostrare che egli è colpevole d'omicidio, reato per il quale finisce in prigione.
Trudy, che appare in numerosi flashback nel corso della serie, amava la poesia, era spesso a piedi nudi e manteneva ogni promessa fatta.
È stata assassinata nell'inverno 1997 da una bomba, piazzata nella sua automobile e costruita da Warrick Tennyson, assunto da un misterioso uomo con sei dita (Il signor Monk conquista Manhattan). Lo stesso Dale "la balena" Biederbeck ha rivelato a Monk, in cambio di un lavoro investigativo, che era proprio lei il bersaglio, ma il motivo non è noto (probabilmente è legato all'attività giornalistica di Trudy). Le sue ultime parole ad un paramedico furono "pane e burro," un messaggio per Adrian per dirgli che non lo avrebbe mai lasciato: questo era quello che diceva sempre a suo marito quando si dovevano temporaneamente lasciare per un motivo o per l'altro.
Nell'episodio Il signor Monk e l'amnesia Monk tenta di trovare l'uomo con sei dita tramite un'immagine, che però risulta essere una falsificazione.
Nel doppio episodio finale della sesta stagione, Monk si trova infine faccia a faccia con l'uomo con sei dita, un certo Frank Nunn, che negli ultimi otto anni era rimasto nascosto in Brasile. L'uomo però si rivela anch'egli un semplice sicario, che si rifiuta per di più di rivelare il nome del mandante, perché ciò significherebbe per lui una morte sicura. Subito dopo, Frank Nunn viene ucciso nell'ambito di un complotto tendente a far accusare della sua morte Monk, ordito dal suo acerrimo nemico Dale "la balena".
Sventato il complotto e discolpatosi dalle accuse, Monk scopre che, nella sua corrispondenza, Frank Nunn faceva riferimento al mandante chiamandolo "il giudice". In proposito, Dale "la balena" rifiuta di dare informazioni a Monk. È chiaro però che Dale, se pure non è direttamente responsabile dell'attentato a Trudy, è comunque in qualche modo coinvolto, essendo a conoscenza di tanti dettagli.
Alla fine della serie, nell'ultima puntata dell'ottava stagione, Il signor Monk e la fine (prima e seconda parte), Monk scopre che il responsabile della morte di Trudy è un giudice che tentava di nascondere una relazione giovanile con Trudy, dalla quale era nata una figlia.

### Benjamin Fleming
Benjamin "Benji" Fleming, interpretato da Max Morrow (stagione 1) e Kane Ritchotte (ep. 1 e stagioni 2-3), doppiato da Alessio Puccio.
È il figlio pre-adolescente di Sharona Fleming. Scompare dalla serie quando sua madre torna in New Jersey per risposarsi: è nella lega junior di baseball (Il signor Monk e la ruota panoramica), va alle medie e desidera essere un produttore (Il signor Monk va in vacanza). La sua prima apparizione al di fuori della serie TV è nel romanzo Mr. Monk and the Two Assistants di Lee Goldberg, dove Sharona torna a San Francisco perché suo marito è stato accusato di omicidio.

### Julie Teeger
Julie Teeger, interpretata da Emmy Clarke, doppiata da Giulia Tarquini (stagione 3) e Giulia Franceschetti (stagioni 4-8).
È la figlia adolescente di Natalie Teeger, l'assistente di Adrian Monk: nell'episodio Il signor Monk va ad una sfilata di moda aveva 13 anni e diceva di andare in una High School nell'episodio Il signor Monk e la finale di campionato. Nell'episodio Il signor Monk e la prova indelebile dice di avere quindici anni e sette mesi e mezzo.
Suo padre Mitch è morto nel 1998, e Julie è convinta che egli sia deceduto in maniera eroica (probabilmente è anche ciò che gli ha voluto fare credere Natalie, per dare alla figlia una spiegazione il meno possibile traumatizzante della scomparsa di Mitch), ma in realtà le circostanze della sua morte sono oscure e non si potranno mai scoprire. Si sa comunque che l'uomo è deceduto in guerra, probabilmente a causa di una sparatoria; nella serie, comunque, non è mai stato chiarito se il cadavere del padre di Julie sia stato rinvenuto, anzi: probabilmente Mitch è andato per disperso.
Julie è stata introdotta nello show nell'episodio della terza stagione Il signor Monk e la falsa pista dove ha legato con Monk dopo che le aveva salvato il suo pesce rosso: da allora, Julie è comparsa in parecchi episodi, solitamente in ruoli secondari. In Il signor Monk va ad una sfilata di moda Julian Hodge (Malcolm McDowell) la invita a partecipare ad una sfilata di moda, a cui Natalie le proibisce di andare, in parte perché Julian ha criticato il suo gusto. Julie scappa per andarci lo stesso e Monk scopre che Julian Hodge è un assassino.
In Il signor Monk e la finale di campionato Julie ed i suoi amici sulla squadra di pallacanestro della scuola assumono Monk quando il loro allenatore è trovato morto nello spogliatoio: Natalie diviene l'allenatrice della squadra, e Monk il suo assistente. Svolge un ruolo di maggiore importanza nell'episodio Il signor Monk e la prova indelebile dove Monk le prova a parlare delle cose della vita quando comincia a frequentare un ragazzo più grande. Una t-shirt con un'immagine del suo precedente ragazzo è l'indizio di un doppio omicidio.
In Il signor Monk e le tre Julie la madre Natalie teme per la sua incolumità dopo che due donne anch'esse di nome Julie Teeger sono state assassinate.

### Dale Biederbeck
Dale J. Biederbeck III, interpretato da Adam Arkin (stagione 1), da Tim Curry (stagione 2) e da Ray Porter (stagione 6), doppiato da Fabrizio Pucci.
È un boss della malavita. Biederbeck è arrogante, brillante, ricco e crudele, possiede metà della città ed ha interessi nell'altra. Soprannominato Dale "La Balena" (Dale "The Whale"  in originale) a causa della sua mostruosa obesità (attribuita alla morte della madre), non può lasciare il suo letto e controlla il suo grande impero dalla sua camera da letto. Dieci anni prima dell'inizio degli eventi, quando acquistò il suo appartamento, pesava 191 chili. Arrivò a pesarne 420, prima di perderne 47, giungendo al peso attuale di più di 360 chili.
Nell'episodio Il signor Monk e Dale la "Balena" si scopre che Monk nutre odio e risentimento verso Dale che citò lui e Trudy per un articolo che lei scrisse, in cui lo chiamava "il Gengis Khan della finanza mondiale". Pur sapendo di non poter vincere il caso, Biederbeck continuò a spendere soldi per portarlo avanti, costringendo Monk e Trudy a spendere così tanto da dover vendere la loro casa, che Dale ha trasformato nel proprio magazzino per la sua collezione di pornografia. Trudy è morta prima che la causa si concludesse ed Adrian incolpa Dale per avergli rubato gli ultimi anni della sua vita. Nell'episodio una giudice chiama il 911 dicendo che Dale la sta per uccidere, il che è impossibile, poiché Dale è troppo grasso per camminare, e tanto meno per uscire della sua stanza e per uccidere qualcuno. Monk risolve il caso e smaschera Dale ed il suo medico personale.
Nell'episodio Il signor Monk va in prigione si è adattato facilmente alla vita in prigione, ha un cameriere personale, mobili lussuosi, una TV, tutto ciò che normalmente non troverebbe in una prigione, tutto tranne una finestra. Dale assume Monk per risolvere l'omicidio di un detenuto che è stato brutalmente avvelenato un'ora prima della sua esecuzione: l'uomo doveva a Biederbeck 1.200 dollari e questo fa di lui un sospettato. Adrian non crede sia colpevole perché quella cifra è un'inezia per lui (e infatti l'uomo osserva che "non mi piegherei a prendere 1.200 dollari nemmeno se potessi farlo") e lo stesso Dale ammette che non si sarebbe mai interessato a quell'accusa se non fosse che, fino a quando non sarà provata la sua innocenza, non gli metteranno una finestra alla cella. In cambio Dale offre le informazioni a Monk riguardo a chi ha ucciso Trudy: anche se Sharona non è d'accordo, Monk accetta il caso pensando che Biederbeck stia dicendo la verità. Dopo che il caso è risolto, Dale rivela che Trudy era effettivamente la vittima progettata della bomba e dice ad Adrian che dovrebbe cercare un certo Warrick Tennyson a Manhattan e questo dà a Monk il suo primo indizio reale sulla morte di Trudy. L'episodio si conclude con Dale che sghignazza dicendo "Bon voyage, signor Monk".
Nell'episodio Il signor Monk è in fuga riappare visibilmente dimagrito, ma su una sedia a rotelle, intento a organizzare l'omicidio del governatore della California Wechsler. L'uomo infatti ha assoldato il killer con sei dita, di nome Frank Nunn affinché piazzasse una bomba sotto la sua macchina durante il centesimo anniversario della fondazione della città di Riverton, d'accordo con i suoi complici, lo sceriffo John Rollins, che faceva il secondino nel carcere di San Quintino dove Dale è detenuto, che uccise Nunn incolpando Monk, dopo aver scambiato la canna della sua pistola con quella del detective, e il vice-governatore, anch'esso nel libro paga di Biederbeck, che con la morte del governatore, lo avrebbe fatto uscire di prigione. Il piano fallisce, e come conseguenza Dale perde tutti i privilegi ottenuti, inclusi il letto, il computer, il telefono, le sedute di manicure, i pranzi e le cene speciali, costringendolo a mangiare nella mensa comune, e anche la finestra ottenuta fin dalla fine della seconda stagione. Sembra inoltre essere a conoscenza del nome del vero mandante dell'omicidio della moglie di Monk, conosciuto come "Il giudice", ma a differenza della volta precedente, l'uomo rifiuta di aiutarlo. Alla fine, Dale inveirà pesantemente contro Monk, ponendo fine alla sua lotta contro di lui.

### Neven Bell

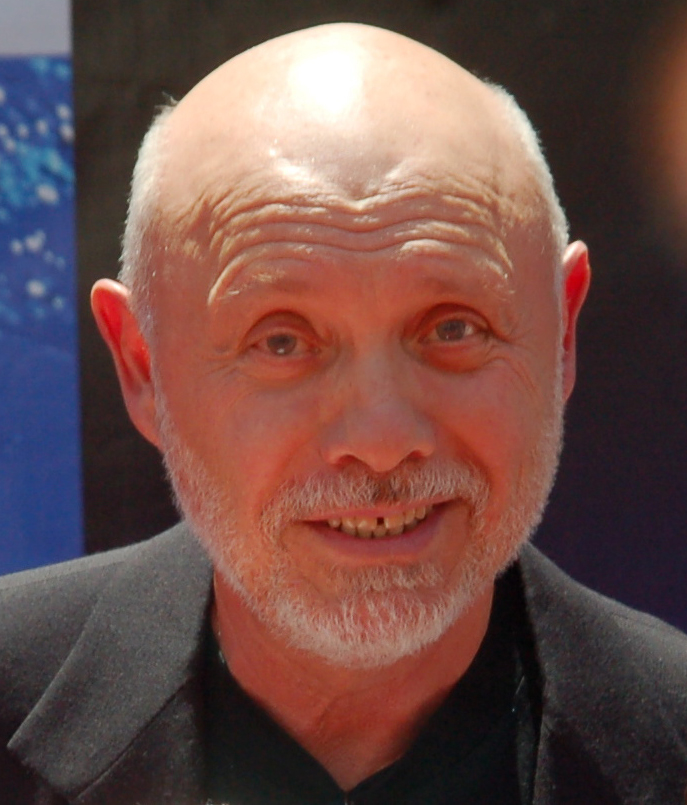
Héctor Elizondo interpreta Neven Bell

Neven Bell (stagioni 7-8, film TV), interpretato da Héctor Elizondo, doppiato da Dario Penne nella serie TV e Gianni Giuliano nel film.
È il nuovo psichiatra di Adrian. Sostituisce il personaggio del dottor Kroger alla morte del suo interprete, Stanley Kamel.

### Karen Stottlemeyer
Karen Stottlemeyer, interpretata da Glenne Headly.
È la ex moglie di Leland Stottlemeyer e madre dei loro due bambini, Jared e Max. Fervente ambientalista, lavora come documentarista. Appare per la prima volta nell'episodio Il signor Monk e l'uomo più vecchio del mondo, dove ottiene che il marito indaghi sulla morte di un uomo anziano. Torna poi in Il signor Monk e la moglie del capitano, quando è temporaneamente in coma dopo essere stata investita da un camion mentre è alla guida della propria auto; in Il signor Monk viene licenziato dove gira un documentario sul dipartimento di polizia di San Francisco. In Il signor Monk e il matrimonio del capitano viene sospettata dal marito di avere una relazione segreta, mentre in realtà si sta consultando con un avvocato divorzista per avviare le pratiche di separazione dal marito. Ha una sorella.

### Harold J. Krenshaw
Harold J. Krenshaw, interpretato da Tim Bagley.
È un altro paziente del Dott. Charles Kroger. Tra lui e Monk c'è una continua e silenziosa gara mista ad ostilità, principalmente per essere il più gradito al Dott. Kroger: con enorme costernazione di Adrian, nell'episodio Il signor Monk e il nuovo psicologo Krenshaw viene colpito da una pallottola destinata al Dottor Kroger, salvandogli così la vita. Harold Krenshaw è comparso la prima volta nell'episodio Il signor Monk e le visioni di Sharona e ha battuto Natalie nelle elezioni per il consiglio scolastico di Julie nell'episodio Il signor Monk e l'elezione, dove si dice che è sposato.

### Kevin Dorfman
Kevin Dorfman, interpretato da Jarrad Paul.
È il vicino di casa di Adrian Monk. Logorroico e invadente, compare in diversi episodi della serie, prima di essere assassinato nella settima stagione in Il signor Monk e il mago.

### Molly Evans
Molly Evans, interpretata da Alona Tal (stagione 8) e da Caitlin McGee (film TV).
È la figlia illegittima di Trudy e del giudice Rickover, data segretamente in adozione, che Monk rintraccia nell'episodio finale della serie. Accoglie subito Adrian come un parente e nutre per lui un sincero affetto. Ha un ruolo centrale nel film del 2023, quando coinvolge Monk nelle indagini per la morte del fidanzato.

## Guest star
Tra le guest star apparse nella serie figurano: Alice Cooper, Virginia Madsen, Jerry Levine, Tim Curry, Malcolm McDowell, Willie Nelson, Snoop Dogg, Elena Evangelo, Anne De Salvo, James Brolin, Maria del Mar, Terri Hoyos, Teri Polo, Lauren Tom, Hugh Dane, Ed Marinaro, Kane Ritchotte, Melora Hardin e Gena Rowlands.